# Saru Batu Savcı Bey
Ne doit pas être confondu avec Savci Bey.
 (mai 2020).
Si vous disposez d'ouvrages ou d'articles de référence ou si vous connaissez des sites web de qualité traitant du thème abordé ici, merci de compléter l'article en donnant les références utiles à sa vérifiabilité et en les liant à la section « Notes et références ».
Saru Batu Savcı Bey (en arabe : سارو باطو صاووجي بك بن ارطُغرُل), né vers 1247 et mort en 1287 à Domaniç. Il est le frère d'Osman Ier, le fondateur de l'Empire ottoman.

## Biographie

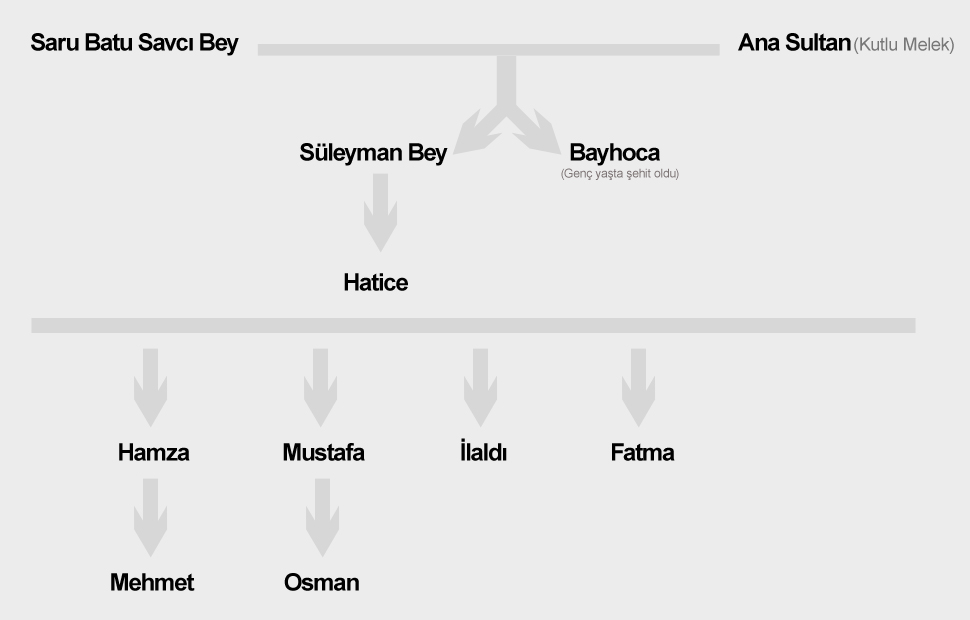
Descendance de Savcı Bey.

Il est l'un des trois fils d'Ertuğrul. Sa mère était Halime Hatun.
Il est mort lors de la Bataille de Domaniç[réf. nécessaire] qui s'est produite en 1287 avant la fondation de l'Empire ottoman, est également connue dans les anciennes sources ottomanes comme la bataille des jumeaux (en turc: İkizce Savaşı). Il s'agit de la troisième guerre des Ottomans après la bataille de mont Arménie (en turc: Cebel-i Ermeniyye) en 1284 et la conquête de Kulacahisar en 1285.
La bataille de Domaniç a été un tournant majeur dans la fondation de l'Empire ottoman, de sorte que les historiens turcs modernes la considèrent comme la première véritable guerre de l'empire.
La tribu Kayı a triomphé dans cette bataille décisive et Savcı Bey est décédé dans cette bataille.
Saru Batu Savcı Bey s'est marié avec Kutlu Melek, qu'il a eu avec elle deux fils, Bayhoca Bey qui a été martyrisé très jeune lors de la bataille de mont Arménie à İnegöl en 1284, qu'elle a été menée par Osman et Süleyman Bey.

### Lieu de décès

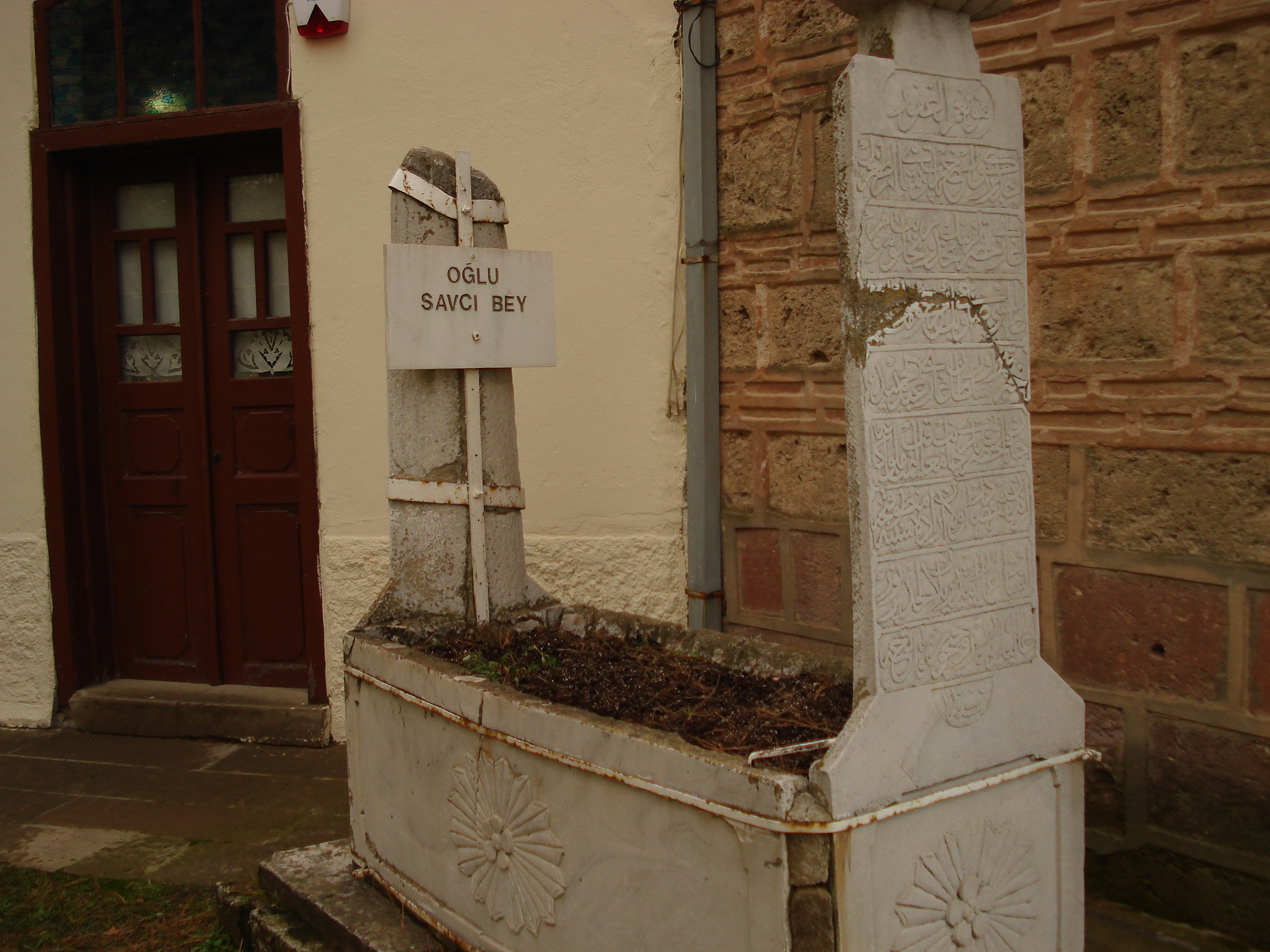
Tombe de Savcı Bey à Söğüt.

Le sultan Kay Qubadh Ier a donné à Ertuğrul, le village de Söğüt comme résidence d'hiver pour la tribu Kayı qui est chaleureuse pour eux et leurs bêtes et leur a donné la région Domaniç comme lieu de villégiature car c'est un endroit frais pendant la chaleur estivale et adapté à l'élevage de bédouins.
Saru Batu Savcı Bey a été enterré dans le village d'İkizce à Dumaniç, où sa grand-mère la mère d'Ertuğrul a également été enterrée Hayme Hatun près de lui à Çarşamba.
Sa tombe était connue des gens sous le nom de Jad Bakr (en turc: Bekir’in Dedesi), le Doyen grand-père.

### Saru Batu Savcı Bey dans la culture populaire
Dans la série télévisée turque Diriliş: Ertuğrul, relate de manière romancée la vie d'Ertuğrul Gâzi de 2014 à 2019, il est interprété par Kerem Bekişoğlu.
La série télévisée turque Kuruluş: Osman, la suite de la série précédente, il est interprété par Kanbolat Görkem Arsalan.